# Владения султана
«Владения султана» (хинди सल्तनत, урду سلطنت‎, Sultanat) — индийский фильм, снятый режиссёром Мукулом С. Анандом и вышедший в прокат в 1986 году. Роли исполнили Дхармендра, Санни Деол, Шридеви, Амриш Пури, Шакти Капур, Том Олтер. Фильм стал дебютом для Карана Капура (сына Шаши Капура) и Джухи Чавлы. В прокате картина успеха не имела. Первый фильм, где Дхармендра появляется вместе со своим старшим сыном Санни.

## Сюжет
Султан — единственный сын Разоулли Аль-Джаббара Аль-Нассера. Он обучен всему тому, что нужно, чтобы защищать себя и своё племя. Султан влюбляется в Шехзади Ясмин, захваченную войсками, а затем похищает её. В конце концов, девушка отвечает ему взаимностью. Разоулли убивает генерал Халид, а его жена теряет рассудок. Султан клянется отомстить за смерть отца…

## Роли
- Дхармендра — генерал Халид
- Санни Деол — Султан
- Амриш Пури — Разоулли Аль-Джаббара Аль-Нассер
- Шридеви — Шехзади Ясмин
- Том Олтер — Шах
- Шакти Капур — Шаккир
- Каран Капур — Самир, сын Халида
- Джухи Чавла — Зарина, невеста Самира

## Песни
| №  | Название                    | Исполнители                  | Длительность |
| -- | --------------------------- | ---------------------------- | ------------ |
| 1. | «Too Hai Kamaal»            | Суреш Вадкар                 | 7:48         |
| 2. | «Jano Janam Janeman»        | Шаббир Кумар, Аша Бхосле     | 4:55         |
| 3. | «Yaara Dilbar Dilda»        | Аша Бхосле                   | 6:21         |
| 4. | «Nazar Ne Nazar Se»         | Суреш Вадкар, Садхана Саргам | 4:48         |
| 5. | «Kya Hoon Main Too Jane Na» | Аша Бхосле                   | 4:47         |
| 6. | «Dance Music» (Sultanant)   | без вокала                   | 2:08         |